# A Ghost Is Born
A Ghost Is Born je peti studijski album američkog alt-rock sastava Wilco. Objavljen je 22. lipnja 2004., a sastav ga je objavio i na svojoj službenoj internetskoj stranici te je kupcima ponudio EP s pet pjesama.
Pjevač Jeff Tweedy prijavio se u kliniku za odvikavanje netom prije objavljivanja albuma, odgodivši njegov izlazak za dva tjedna. Osim toga, razvoj događaja skratio je i promotivnu turneju. A Ghost Is Born ipak je bio najprodavaniji u dotadašnjoj povijesti sastava, a dočekan je i s pozitivnim recenzijama u publikacijama kao što su Rolling Stone i PopMatters. Album je donio Wilcu Grammy za najbolji album alternativne glazbe.

## Produkcija
Wilco je u studenom 2001. potpisao ugovor s Nonesuch Recordsom nakon dugotrajne pravne bitke s Reprise Recordsom oko objavljivanja četvrtog albuma sastava, Yankee Hotel Foxtrot. Foxtrot je dočekan pozitivnim recenzijama u The Village Voiceu —gdje su ga kritičari proglasili najboljim albumom 2002. — i Rolling Stoneu. Prodan je u više od 590.000 primjeraka, zaradivši zlatnu certifikaciju Recording Industry Association of America.

### Kompozicija
Snimanje za novi album počelo je u studenom 2003. pod radnim naslovom Wilco Happens. Album je producirao Jim O'Rourke, koji je miksao Foxtrot i bio član Wilcova projekta Loose Fur. O'Rourke je potaknuo glavnog pjevača Jeffa Tweedyja da na albumu istakne svoje gitarističke sposobnosti - Tweedy je netom bio postao glavni gitarist sastava jer je Jay Bennett dobio otkaz nakon završetka snimanja Yankee Hotel Foxtrot. Tweedy nije htio svirati solaže na albumu u stilu sastava kao što su Phish i The Grateful Dead. Umjesto toga, izvodio je komponirana sola pod utjecajem Televisiona. Tweedy je svoj gitarski solo na kraju pjesme opisao kao "glazbenu transkripciju" jednog od svojih napadaja panike. A Ghost Is Born snimljen je u stilu koji se uvelike razlikovao od Foxtrota i Summerteeth; dok su ti albumi izvođeni uživo u studiju i naknadno digitalno obrađivani, A Ghost Is Born je prvi izveden uz pomoć ProToolsa te odsviran uživo tek kad je dovršen.
Neobičnost albuma A Ghost Is Born je 15-minutna pjesma "Less Than You Think". Za nju je svaki član sastava stvorio buku sintesajzera koja je oponašala elektroničke zvukove. Instalacije su bile istodobno aktivirane u sobi i snimljene. Nazvavši je "pjesmom koju će svi mrziti", Tweedy je branio uvrštavanje pjesme na album:
"Znam da se 99 posto naših obožavatelja neće svidjeti pjesma, reći će da je to besmisleno. Čak je i ja ne želim slušati svaki put kad prolazim kroz album. Ali kad jesam smirim se i obratim pozornost na nju, mislim da je vrijedna, dirljiva i pročišćavajuća. Ne bih je stavio na album da nisam mislio da je sjajna."
A Ghost Is Born bio je prvi album Wilca s multiinstrumentalistom Mikaelom Jorgensenom; on je prethodno surađivao sa sastavom kao audio tehničar na njihovu zajedničkom projektu s The Minus 5. Tweedy je bio glavni pjevač te prvi gitarist po prvi put otkad je sastav formiran. John Stirratt, uz Tweedyja jedini originalni član sastava, svirao je bas-gitaru i gitaru. Glenn Kotche i Jim O'Rourke, Tweedyjevi suradnici iz Loose Fura, bili su bubnjar i multiinstrumentalist. Leroy Bach svirao je nekoliko instrumenata s tipkama te bas-gitaru. Svi članovi sastava doprinijeli su sa svojom dionicom na sintesajzeru na "Less Than You Think".

## Marketing i promocija
Wilco počeo promotivnu turneju prije nego što je album objavljen. Multiinstrumentalist Leroy Bach napustio je sastav nakon snimanja albuma kako bi se pridružio kazališnoj produkciji, pa su novi članovi sastava postali jazz rock gitarist Nels Cline i multiinstrumentalist Pat Sansone. Sansone je prije toga svirao u The Autumn Defense, glazbenom projektu Johna Stirratta. Međutim, promotivna turneja morala je biti skraćena. Tweedy se u svibnju 2004. prijavio u kliniku za odvikavanje u Chicagu zbog kroničnih glavobolja, napadaja panike i kliničke depresije. Tijekom borbe sa zdravstvenim tegobama, Tweedy je postao ovisan o lijekovima protiv bolova. Zbog odvikavanja je odgođen europski dio turneje te datum objavljivanja albuma. Dok je prvotno bilo zamišljeno da će biti objavljen 8. lipnja 2004., službeno je objavljen 22. lipnja 2004.
Sastav je objavio album i na internetu u sklopu zajedničke promotivne kampanje s Apple Computerom. Nonesuch je dopustio objavljivanje albuma u formatu MPEG-4 zbog uspjeha slične kampanje za Yankee Hotel Foxtrot. Osim toga, Wilco je kupcima albuma ponudio besplatni EP. Na njemu su se nalazile studijske snimke pjesama "Panthers" i "Kicking Television" te koncertne verzije "At Least That's What You Said", "The Late Greats" i "Handshake Drugs". EP je kasnije bio upakiran zajedno s albumom i prodavan kao "deluxe verzija".

## Prijem
A Ghost Is Born u prvom se tjednu popeo na osmu poziciju liste Billboard 200 te je prodan u 81.000 primjeraka, što je u to vrijeme za sastav predstavljalo najbolji uspjeh na top listama i na komercijalnom planu. Prema podacima od 13. travnja 2007., album je prodan u 340.000 primjeraka. Postigao je uspjeh i u inozemstvu, zauzevši 24. poziciju u Norveškoj, 29. u Švedskoj, 33. u Novom Zelandu, 34. u Belgiji i 37. u Irskoj.
Kao i Foxtrot, A Ghost Is Born zaradio je pozitivne kritike. Jon Pareles iz Rolling Stonea nazvao je album "nečim najjezovitijim što je Wilco dosad snimio". Stylus Magazine dao mu je najvišu ocjenu "A", proglasivši ga "albumom tjedna", te ustvrdio kako je "čak i briljantniji nego Yankee Hotel Foxtrot". Michael Metevier s PopMattersa također je naveo da je Ghost bolji nego Foxtrot, napisavši kako je svaka nota "svrsishodna" te dodao kako ga je album "iznenadio i oduševio za nekoliko života". A Ghost Is Born 2005. je osvojio dva Grammyja, za najbolji album alternativne glazbe i najbolje pakiranje albuma. Iako je sastav bio nominiran za Grammyje za prethodne albume, bilo je to po prvi put da su ga osvojili.
Međutim, nisu sve publikacije dijelile isto mišljenje o albumu. Pitchfork Media, koji je Yankee Hotel Foxtrot ocijenio sa savršenom desetkom, Ghost je ocijenio sa 6,6, nazvavši ga "znatno nejednolikim" i "manje kohezivnijim od svih drugih izdanja Wilca". Robert Christgau, jedan od rijetkih koji je kritizirao Foxtrot, nazvao je album "privilegiranim samoudovoljavanjem" zbog njegove ekstremne glazbene dinamike.

## Popis pjesama
| Br. | Skladba                         | Autor                                               | Trajanje |
| --- | ------------------------------- | --------------------------------------------------- | -------- |
| 1.  | »At Least That's What You Said« | Tweedy                                              | 5:33     |
| 2.  | »Hell Is Chrome«                | Tweedy, Jorgensen                                   | 4:38     |
| 3.  | »Spiders (Kidsmoke)«            | Tweedy                                              | 10:46    |
| 4.  | »Muzzle of Bees«                | Tweedy                                              | 4:56     |
| 5.  | »Hummingbird«                   | Tweedy                                              | 3:11     |
| 6.  | »Handshake Drugs«               | Tweedy                                              | 6:07     |
| 7.  | »Wishful Thinking«              | Tweedy, Kotche                                      | 4:41     |
| 8.  | »Company in My Back«            | Tweedy                                              | 3:46     |
| 9.  | »I'm a Wheel«                   | Tweedy                                              | 2:37     |
| 10. | »Theologians«                   | Tweedy, Jorgensen, Girard                           | 3:36     |
| 11. | »Less Than You Think«           | Tweedy, Stirratt, Kotche, Jorgensen, Bach, O'Rourke | 15:04    |
| 12. | »The Late Greats«               | Tweedy                                              | 2:31     |

## Osoblje
- Jeff Tweedy – vokali, gitara, sintesajzer, akustična bas-gitara
- John Stirratt – bas-gitara, sintesajzer, gitara, klavir, prateći vokali
- Glenn Kotche – bubnjevi, udaraljke, sintesajzer, cimbale
- Leroy Bach – orgulje, gitara, klavir, bas-gitara, sintesajzer
- Mikael Jorgensen – klavir, Farfisa, stilofon, rocksichord, sintesajzer, inženjer zvuka
- Jim O'Rourke – orgulje, gitara, klavir, sintesajzer, ARP 2600, inženjer zvuka, mikser, producent
- Frankie Montuoro – cimbale, pomoćnik produkcije, tehnički savjetnik
- Karen Waltuch – viola
- Tim Barnes – udaraljke
- Steve Rooke – mastering
- Chris Shaw – inženjer zvuka
- TJ Doherty, Tim Iseler – pomoćni inženjeri zvuka
- Stan Doty, Daniel Herbst, Deborah Miles Johnson, Haydn Johnston, Matt Zivich – pomoćnici produkcije
- Dan Nadel – grafički dizajn
- Peter Smith – grafički dizajn, fotografija
- Mike Schmelling - fotografija
- Gladys Nilsson – crteži
- Ken Waagner – digitalna obrada